# Тіна (ім'я)
Ті́на — жіноче ім'я, яке може мати різне походження. Не є канонічним ані в православній, ані в католицькій традиціях.

## Походження
Існує кілька версій походження імені. Слід мати на увазі, що вживані в різних культурах омонімічні імена можуть мати різну етимологію.
- У низці випадків «Тіна» (груз. თინა) — коротка форма грузинського неканонічного імені Тінатін[2] (თინათინ), яке буквально означає «відблиск Сонця»[1].
- У випадку з ім'ям «Тіна» (Tina), поширеним у західних країнах, доречніше припустити іншу етимологію. Очевидно, воно є короткою формою імен Valentina (Валентина), Christina (Христина), Yustina (Юстина),  Martina (Мартина) тощо[3][1].
- Ім'я може мати арабське походження: араб. تينة означає «інжир»[1].
- Можливе іранське походження — від перс. طين («земля», «глина»)[1].

## Відомі особи
- Тіна Арена (нар. 1967) — австралійська співачка.
- Тіна Бара (нар. 1962) — німецький фотограф
- Тіна Бірбілі (нар. 1969) — грецький політик
- Тіна Брукс (1932—1974) — американський джазовий саксофоніст і композитор. Псевдонім Tina утворений від дитячого прізвиська Teeny («Крихітка», «Малюк»).
- Тіна Вайратер (нар. 1989) — ліхтенштейнська гірськолижниця
- Тіна Лапіцер (нар. 1979) — словенська волейболістка
- Тіна Мазе (нар. 1983) — словенська гірськолижниця
- Тіна Мажоріно (нар. 1985) — американська акторка
- Тіна Тернер (нар. 1939) — американська співачка
- Тіна Фей (нар. 1970) — американська акторка
- Тіна Чері (нар. 1973) — американська порноакторка
- Тіна Григорівна Кароль (нар. 1985) — українська співачка
- Тіна Ґівіївна Канделакі (нар. 1975) — грузинська та російська телеведуча, журналістка

### Вигадані персонажі
- Тінатін — ім'я одної з героїнь поеми «Витязь у тигровій шкурі»

## Також
- Тіна